# 판단력비판
판단력 비판(독일어: Kritik der Urteilskraft)은 이마누엘 칸트가 1790년에 출간한 철학책이다. 주제는 고급 이성 능력 중 하나인 판단력의 통제성을 띤 사용의 비판이다. ‘제3비판(第三批判)’으로도 자주 불린다. 제1부 미학상 『판단력비판』과 제2부 목적론상 『판단력비판』으로 이루어져 있다. 판단력에 이성과 감성을 조화롭게 중재하는 능력을 인정하고 이 실천이성의 상징으로 도덕으로써 생각할 범위에서 가장 완전하다고 간주되는 신에게 인간을 향하게 하는 계기를 설명한다.
동시대 철학이나 예술론에 영향뿐만 아니라 미학, 목적론, 자연철학에서 현대에도 읽는 고전 대저이며, 제1판의 서론, 통칭 제일 서론은 『판단력비판』뿐만 아니라 이마누엘 칸트의 비판철학 전개 전체 사유에 중요한 책이다.

## 성립
당초 취미판단 비판으로 구상되었지만, 추후에 이마누엘 칸트는 미학상 판단이나 취미판단과 목적론에 기초한 판단이 근저에서 동일한 원리로써 통제성 판단력이라는 능력 확장으로 설명이 가능하다는 구상에 이르렀다. 이것은 제1비판 『순수이성비판』에서 『형이상학서설』을 거쳐 제2비판 『실천이성비판』에 이르는 이마누엘 칸트의 사색 전개 중 특히 이성을 대상으로 한 파악과 구상력 개념의 확장을 반영해서, 처음 구상에는 없던 목적론에 토대한 『판단력비판』이 적힌 제1판은 1790년 리가에서 출간되었다. 이후 이마누엘 칸트는 자신의 비판 철학 체계의 설명이기도 한 제1판의 서론을 전면에 걸쳐 재저술했다. 이후 판에는 제2판 이후의 서론이 항상 바뀌고 제1판 서문은 특히 판단력비판 ‘제1서론’이라고도 부른다.

## 개론
순수한 취미판단은 감각 양식의 순수한 형태를 파악한다. 선과 달리 미는 개념과 관심하지 않는 유쾌하고 기쁜 대상이다. 미의 판단에서는 상상력과 오성은 일치하는데 숭고한 미에 대해서는 상상력과 이성 간에는 모순이 있다. 숭고한 미는 그것과 비교에서 일체가 작은 곳의 것이며, 감성 일체 기준을 초과하는 순수이성 자체의 유열이다.
천부적 재능이 있는 천재는 예술에 규칙을 할당한다. 천재 작품은 전범이며 유파가 있다. 아름다운 예술은 언어상·조형상·감각상 유희로 구분된다. 최고는 문예 중 하나인 시이고 오성 실현으로 상상력의 자유로운 유희이다.
자연 목적의 개념은 구성에 적합한 물질을 적소에 통합, 유기물에서는 아무것도 낭비가 아니다. 예컨대 나무 한 그루는 종족이나 개체로 자기를 생산한다. 자연의 소산에서 목적의 원리는 자연의 특별한 법칙을 탐구하는 발견 원리이다. 모든 자연의 이념은 원인은 항상 목적론상으로 결정돼야 한다는 과제 부과이다.
미는 비유하건대 도덕을 대상으로 한 상징이다. 도덕상 본질로 인간의 현존은 스스로 최고 목적 자체이다. 신 개념을 발견은 이성의 도덕상 원리이며, 신 현존의 내부상 도덕에 적합한 목적 규정은 최고 원인을 사유할 일을 지시하고 자연 인식을 보충한다.

## 구성
1. 미학상 판단력비판
  - 미학상 판단 분석론
    - 미의 분석론
      - 취미판단의 제일 양식 - “성격”
      - 취미판단의 제이 양식 - “분량”
      - 취미판단의 제삼 양식 - 목적의 “관계”
      - 취미판단의 제사 양식 - 대상 “양태”

    - 숭고 분석론
      - 수학상 숭고에 관하여
      - 역학상 숭고에 관하여

  - 미 판단론의 변증론
2. 목적론상 판단력비판
  - 목적론상 판단력의 분석론
  - 목적론상 판단력의 변증론

## 언역본
- 『판단력비판』 이석윤 역주, 박영사, 1978년(초판), 2005년, ISBN 9788910030126
- 『판단력비판』 백종현 역주, 아카넷, 2009년, ISBN 9788957331538

## 같이 보기
- 순수이성비판
- 실천이성비판
- 취미판단